# Marianne Kracher
Marianne Kracher (eigentlich Maria Ludovica Friederica Kracher; 22. August 1871 in Wien – nach 1902) war eine österreichische Opernsängerin.

## Leben
Kracher, Tochter des Wiener Hofschauspielers und Verfassers von zahlreichen Volksstücken Ferdinand Kracher, sang von 1901 bis 1903 als hochdramatische Sängerin am Landestheater in Linz. 1903 war sie am Stadttheater in Brünn engagiert.